# Ferral
Ferral é uma povoação portuguesa sede da Freguesia de Ferral do Município de Montalegre, freguesia com 15,83 km² de área e 293 habitantes (censo de 2021), tendo, por isso, uma densidade populacional de 18,5 hab./km².

## Demografia
A população registada nos censos foi:
| Distribuição da População por Grupos Etários | Distribuição da População por Grupos Etários | Distribuição da População por Grupos Etários | Distribuição da População por Grupos Etários | Distribuição da População por Grupos Etários |
| -------------------------------------------- | -------------------------------------------- | -------------------------------------------- | -------------------------------------------- | -------------------------------------------- |
| Ano                                          | 0-14 Anos                                    | 15-24 Anos                                   | 25-64 Anos                                   | > 65 Anos                                    |
| 2001                                         | 72                                           | 67                                           | 250                                          | 158                                          |
| 2011                                         | 37                                           | 38                                           | 196                                          | 126                                          |
| 2021                                         | 16                                           | 24                                           | 115                                          | 138                                          |

## Localidades
A Freguesia é composta por 10 aldeias:
- Bairro
- Ferral
- Nogueiró
- Pardieiros
- Sacozelo
- Santa Marinha
- São João da Misarela (Corticeiras)
- Sidrós
- Vila Nova
- Viveiro

## Património
- Igreja Matriz de Santa Marinha (orago: Santa Marinha);
- Capela de Sacozelo  (orago: São Tiago);
- Capela de Nogueiró  (orago: Santo António);
- Capela de Viveiro (orago: Senhora da Abadia);
- Capela de Ferral (2x) (capela velha e capela nova – orago: Bom Jesus);
- Capela de Sidrós (2x):
  1. Capela velha (orago: Santíssima Trindade);
  2. Capela da EDP (orago: Senhora da Conceição);
- Castro das Balazelas (Ferral);
- Barragem da Venda Nova;
- Centro de Saúde de Ferral;
- Escola Primária de Ferral;
- Escola Primária de Nogueiró;
- Escola Primária de Sacozelo;
- Forno comunitário de Ferral;
- Mesa dos Mouros (São João da Misarela);
- Penedo da Pegada (Viveiro);
- Ponte da Misarela (Sidrós);
- Pousada de Vila Nova (classificada como imóvel de interesse municipal, pelo proc. 01/2012, de 16 de abril);
- Residência Paroquial de Santa Marinha;
- Sede da Junta de Freguesia de Ferral.